# Lázaro Garza Ayala
José Lázaro Rodríguez García, más conocido como Lázaro Garza Ayala (San Pedro, Nuevo León, 17 de diciembre de 1830 - Monterrey, Nuevo León, 4 de mayo de 1913) fue un militar y político mexicano que participó tanto en la Guerra de Reforma como en la Segunda Intervención Francesa en México. Participó en las luchas que trataron de derribar al gobierno de Benito Juárez, poniéndose al lado del gobierno federal. Fue gobernador del Estado de Nuevo León en 3 ocasiones.
También es recordado por ser el redactor de la famosa frase con que el general Ignacio Zaragoza diera noticia sobre el triunfo de las tropas nacionales sobre los invasores franceses: "Las armas nacionales se han cubierto de gloria".

## Biografía
Nació bajo el nombre de José Lázaro Rodríguez García el 17 de diciembre de 1830 en la Hacienda de San Pedro, en Monterrey, Nuevo León (lo que ahora es el municipio de San Pedro Garza García), siendo hijo de Don Patricio Rodríguez y Doña Rosalía García; sin embargo adoptó los apellidos de su tutor, el canónigo Antonio de la Garza Ayala, quien lo protegió desde niño y le enseñó las primeras letras.
Ingresó en el Seminario de Monterrey, pero interrumpió sus estudios para incorporarse a las tropas que defendieron Monterrey en 1846, durante la invasión norteamericana. Fue partidario del Plan Restaurador de la Libertad, proclamado por Santiago Vidaurri en 1855 para secundar la Revolución de Ayutla encabezada por el general Juan Álvarez.
Lázaro Garza Ayala combatió las constantes invasiones de filibusteros texanos en el noreste de la República, lo que le valió sustituir al general Ignacio Zaragoza en la comandancia militar de Monterrey, con el grado de comandante de artillería.
Al iniciarse la Guerra de Reforma, Garza Ayala —que había logrado obtener su título de abogado en abril de 1859, trece años después de haber interrumpido sus estudios— se incorformó con el ejercicio dictatorial que del poder hacía Santiago Vidaurri, por lo que se distanció de él y en 1859 se sumó al movimiento de los congresistas; éstos, desde Galeana, se oponían al rompimiento con el gobierno federal. Garza Ayala fue capturado y estuvo a punto de ser fusilado en Saltillo por órdenes de Vidaurri, pero finalmente obtuvo el indulto.
Marchó entonces al interior del país para unirse a las fuerzas republicanas del general Ignacio Zaragoza, con las que participó en las acciones de Guadalajara y Calpulalpan.
Después, ante la Intervención Francesa, combatió en Acultzingo y asistió a la batalla del 5 de mayo (1862) en Puebla. Para entonces, Garza Ayala era secretario de Ignacio Zaragoza y le correspondió redactar la parte oficial de este triunfo, mismo que inició con la frase: "Las armas nacionales se han cubierto de gloria".
En 1863 resistió en el sitio de Puebla que las fuerzas liberales sostuvieron durante 61 días (del 16 de marzo al 17 de mayo), hasta que finalmente se vieron obligados a rendir plaza. Fue hecho prisionero, pero logró escapar y se reincorporó a las fuerzas republicanas. En este mismo año continuó combatiendo en la zona de Puebla y obtuvo el grado de general. Sin embargo, de nueva cuenta fue aprehendido por los franceses, quienes mediante una corte marcial lo condenaron a prisión en la isla de la Martinica, en donde permaneció cinco meses.
Indultado por los franceses, el licenciado Garza Ayala volvió a México y hacia fines de 1864 se unió a Juárez en Monterrey; fue designado comandante militar de esta ciudad y jefe de la línea del Bravo (para la defensa de la frontera).
Restaurada la República, Garza Ayala se incorporó al servicio público y presidió el Tribunal Superior de Justicia; fue entonces que, durante la licencia concedida al gobernador Jerónimo Treviño en noviembre de 1869, se ocupó interinamente del poder ejecutivo de Nuevo León.
En junio de 1872 Garza Ayala volvió a gobernar el Estado al asumir los mandos político y militar tras la renuncia de Genaro Garza García. A raíz de la muerte del presidente Juárez (18 de julio de 1872), el gobernador Garza Ayala dispuso que los empleados y funcionarios públicos portaran una flor de tela negra en señal de luto.
Finalmente, el 4 de octubre de 1887 tomó posesión como gobernador constitucional. Su administración (1887-1889) se caracterizó por el impulso que otorgó a la industria, a la educación y a la realización de obras públicas. Los decretos más importantes promulgados por el gobernador Garza Ayala consistieron en la exención de impuestos a la inversión y al capital durante cierto tiempo, a fin de estimular la industria, la agricultura y la construcción.
Como escritor colaboró en las publicaciones locales de su época. Además de sus informes de gobierno, escribió unas Lecciones orales de legislación comparada (1887), y redactó un dictamen sobre un conflicto de límites entre Linares y Hualahuises. Por ello el doctor José Eleuterio González lo mencionaba como alguien que "manejaba tan bien la pluma como la espada".
Su desempeño al frente del gobierno le valió la simpatía de los neoleoneses, que conservó hasta su muerte ocurrida en la casa núm. 32, en la calle Abasolo, en Monterrey, a las 8:40 h. del 4 de mayo de 1913, a los 82 años de edad, víctima de litiasis biliar. Fue sepultado en el Panteón del Carmen.
Estuvo casado con Agustina Benavides, con quien tuvo un hijo, Francisco de los Santos Garza Benavides (1874-¿?), quien contrajo matrimonio en 1895 con Aurelia Benavides Bec.